# Lithocarpus macphailii
Lithocarpus macphailii är en bokväxtart som först beskrevs av Murray Ross Henderson, och fick sitt nu gällande namn av Euphemia Cowan Barnett. Lithocarpus macphailii ingår i släktet Lithocarpus och familjen bokväxter. Inga underarter finns listade.